# Orchestre philharmonique d'Auckland

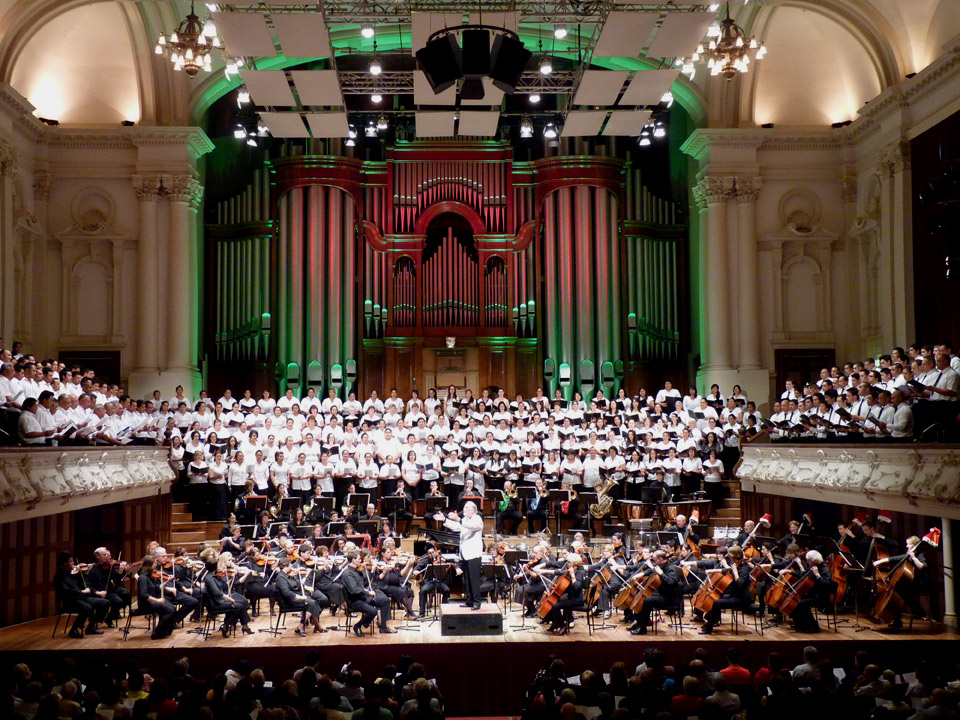
Orchestre philharmonique d'Auckland

L'Orchestre philharmonique d'Auckland (en anglais : Auckland Philharmonia Orchestra) a été fondé au début des années 1980, et est devenu l'un des orchestres les plus réputés de Nouvelle-Zélande.

## Historique
En 1980, 20 musiciens issus du Symphonia Auckland, dont les activités avaient cessé, fondent un nouvel orchestre de concert. Basé à Auckland, l'orchestre se produit dans environ 145 concerts par an et accompagne les productions de l'opéra d'Auckland ainsi que celles du ballet d'Auckland. L'orchestre se produit dans la salle de l'hôtel de ville d'Auckland.
L'orchestre mène une politique active d'accueil de compositeurs en résidence. Il organise périodiquement le Concours international de violon Michael Hill (en).